# Wstawiennictwo świętych
Wstawiennictwo świętych – doktryna występująca w części wyznań chrześcijańskich, przede wszystkim katolickich i prawosławnych oraz w innych religiach, zakładająca możliwość wstawiennictwa zbawionych zmarłych w modlitwach zanoszonych do Boga oraz uznająca zanoszenie próśb przez wiernych w formie modlitwy skierowanej do świętego o wstawiennictwo u Boga. W pobożności katolickiej i prawosławnej występują tzw. patroni, uchodzący za posiadających szczególną skuteczność wstawienniczą w danych problemach, np. chorobach.
Praktyka wzywania świętych w modlitwie jest odrzucana przez Kościoły protestanckie.

## Wstawiennictwo w Biblii
Chociaż w Biblii brak konkretnych modlitw do świętych, to jednak nie oznacza to, że Biblia pomija kwestię wstawiennictwa świętych.
Paweł z Tarsu wielokrotnie określił Jezusa jako wstawiającego się u Boga. W liście do Tymoteusza mówi o Jezusie Chrystusie jako jedynym pośredniku między Bogiem a ludźmi, zachęcając wiernych do modlitwy: 

„1Zalecam więc przede wszystkim, by prośby, modlitwy, wspólne błagania, dziękczynienia odprawiane były za wszystkich ludzi: 2 za królów i za wszystkich sprawujących władze, abyśmy mogli prowadzić życie ciche i spokojne z całą pobożnością i godnością. 3 Jest to bowiem rzecz dobra i miła w oczach Zbawiciela naszego, Boga, 4 który pragnie, by wszyscy ludzie zostali zbawieni i doszli do poznania prawdy.5 Albowiem jeden jest Bóg, jeden też pośrednik między Bogiem a ludźmi, człowiek, Chrystus Jezus”. 
(1 Tm2, 1–5), Biblia Tysiąclecia

W ujęciu katolickim powyższe wersety nie wykluczają wstawiennictwa świętych, które opisane jest innymi wersetami Biblii, znajdującymi się w Księdze Apokalipsy: 

„6"A kiedy wziął księgę, czworo Zwierząt i dwudziestu czterech Starców upadło przed Barankiem, każdy mając harfę i złote czasze pełne kadzideł, którymi są modlitwy świętych". (Ap 5, 8 BT). 7"I przyszedł inny anioł, i stanął przy ołtarzu, mając złote naczynie na żar, i dano mu wiele kadzideł, aby dał je w ofierze jako modlitwy wszystkich świętych, na złoty ołtarz, który jest przed tronem". (Ap 8, 3 BT). 8"I wzniósł się dym kadzideł, jako modlitwy świętych, z ręki anioła przed Bogiem". (Ap 8, 4 BT). Księga Apokalipsy, Biblia Tysiąclecia

Z tych trzech wersetów biblijnych wynika, że modlitwy świętych przekazywane są Bogu:
1) przez aniołów;
2) przez Starców (czyli ludzi wierzących w Jezusa i żyjących w łasce Bożej).
W ujęciu katolickim werset Ap 5, 8 to biblijny dowód na to, że modlitwy zanoszone są Bogu przez pośrednictwo Świętych w niebie. Natomiast wersety Ap 8, 3-4 wskazują, że modlitwy kierowane do Boga są zanoszone za pośrednictwem aniołów i świętych.

## Wyznania i religie akceptujące wstawiennictwo świętych

### Katolicyzm, prawosławie i starokatolicyzm
Możliwość wstawiennictwa świętych jest uznawana przede wszystkim przez katolicyzm, prawosławie, Kościoły orientalne i starokatolicyzm. Wstawiennictwo świętych, oprócz źródeł biblijnych, tłumaczy się tym, że są oni przez swoją świętość zarówno bliżej Boga, jak również bardziej dostępni dla ludzi.
Według Tradycji święci mają udział w jedynym wstawiennictwie Jezusa Chrystusa. W Kościele rzymskokatolickim kult świętych uregulowany jest w prawie kanonicznym.

### Anglikanizm
W 39 artykułach wiary Kościoła anglikańskiego odrzuca się wzywanie (inwokację) świętych, lecz potwierdza się ich wstawiennictwo, zwane w teologii anglikańskiej advocation of the saints, co oznacza: "proszenie świętych o modlitwę z nimi i w ich imieniu, lecz nie modlenie się do świętych". W anglikanizmie istnieje kalendarz liturgiczny z wykazem dni ku czci świętych (wyznawców i męczenników). Jest wśród nich wielu świętych katolickich (również tych, którzy w 1954 r. zostali usunięci z rzymskokatolickiego kalendarza liturgicznego), a także liczne inne osoby, wyróżniające się heroicznością cnót i wiary.

### Judaizm
W judaizmie świętość, czyli ḳedushah, jest związana z prawem mojżeszowym i polega na szczególnym, ponadprzeciętnym jego przestrzeganiu. Święci dodatkowo muszą wyróżniać się wysokim poziomem wiedzy religijnej. Chasydyzm za świętych uznaje cadyków, takich jak np. Elimelech z Leżajska. Panuje przekonanie, że również po śmierci mogą oni swoją mocą duchową spełniać prośby i obdarzać łaskami. Stąd pochodzi zwyczaj odwiedzania ich grobów, szczególnie w określone dni lub święta, aby modlitwą lub pisemną prośbą uzyskać ich łaski.

### Inne religie
Wiara we wstawiennictwo świętych jest rozpowszechniona w różnych odłamach islamu (np. w szyizmie i sufizmie), w buddyzmie, shintō, dżinizmie i hinduizmie.

## Wyznania odrzucające wstawiennictwo świętych

### Protestantyzm
Protestantyzm w całości odrzuca praktykę wzywania świętych i modlenia się za ich pośrednictwem w myśl zasady solus Christus. Luteranizm uznaje przy tym, że święci w niebie modlą się za innych ludzi.

### Antytrynitaryzm
Świadkowie Jehowy odrzucają wstawiennictwo i kult świętych oraz kult obrazów, rzeźb i innych wizerunków. Uważany jest on za bałwochwalstwo. Podobne stanowisko zajmują mormoni, chrystadelfianie i unitarianie.

## Niektóre katolickie modlitwy ze wstawiennictwem świętych
- litania do Wszystkich Świętych
- Modlitwy do świętego Józefa
  - Litania do świętego Józefa
  - Nowenna do świętego Józefa
  - Pieśni ku czci świętego Józefa
  - Modlitwa ułożona przez papieża Piusa X
  - Modlitwa o łaskę czystości
  - Modlitwa o dobrą śmierć
- Modlitwy do świętego Antoniego
  - Litania do świętego Antoniego
  - Nowenna do świętego Antoniego
  - Pieśni ku czci świętego Antoniego
- Modlitwy do świętego Franciszka
  - Nowenna do świętego Franciszka
  - Modlitwy i litanie do św. Franciszka
  - Wspomnienie błogosławionej śmierci świętego Franciszka
- Modlitwy do świętej Klary
  - Nowenna do świętej Klary
  - Modlitwy i Litanie do świętej Klary
- Modlitwy do św. Andrzeja Boboli
  - Modlitwy o wstawiennictwo i pomoc
  - Modlitwy do św. Andrzeja Boboli
  - Akt zawierzenia rodziny
- Inne:
  - Modlitwy do świętych: Elżbiety, Ludwika i Jana z Dukli
  - Modlitwy za przyczyną świętych franciszkańskich na każdy dzień tygodnia
  - Litania do świętego Wojciecha